# Cmentarz katolicki przy ulicy Kozielskiej w Raciborzu
Cmentarz katolicki na Starej Wsi – założony w 1856 roku, usytuowany przy ulicy Kozielskiej, obecnie nie chowa się tam nikogo, zdewastowany i pozostawiony bez opieki.

## Historia
Powstał w 1856 roku, a na cmentarzu głównie chowano ludność niemiecką, o czym świadczą nazwiska na nagrobkach. Na cmentarzu znajduje się krzyż z 1855 roku postawiony przez ks. Karola Popeck, naprawiony w 1935 roku przez ks. Karola Ulitzkę. Pochówki skończyły się w latach 60. XX wieku, a więc jest to historyczna nekropolia.

## Nagrobki
Przeważają nagrobki z lat czterdziestych i pięćdziesiątych XX wieku, ale można również spotkać nagrobki z końca XIX wieku. Większość nagrobków jest zniszczona przez wandali, głównie, poprzewracane płyty.

## Galeria

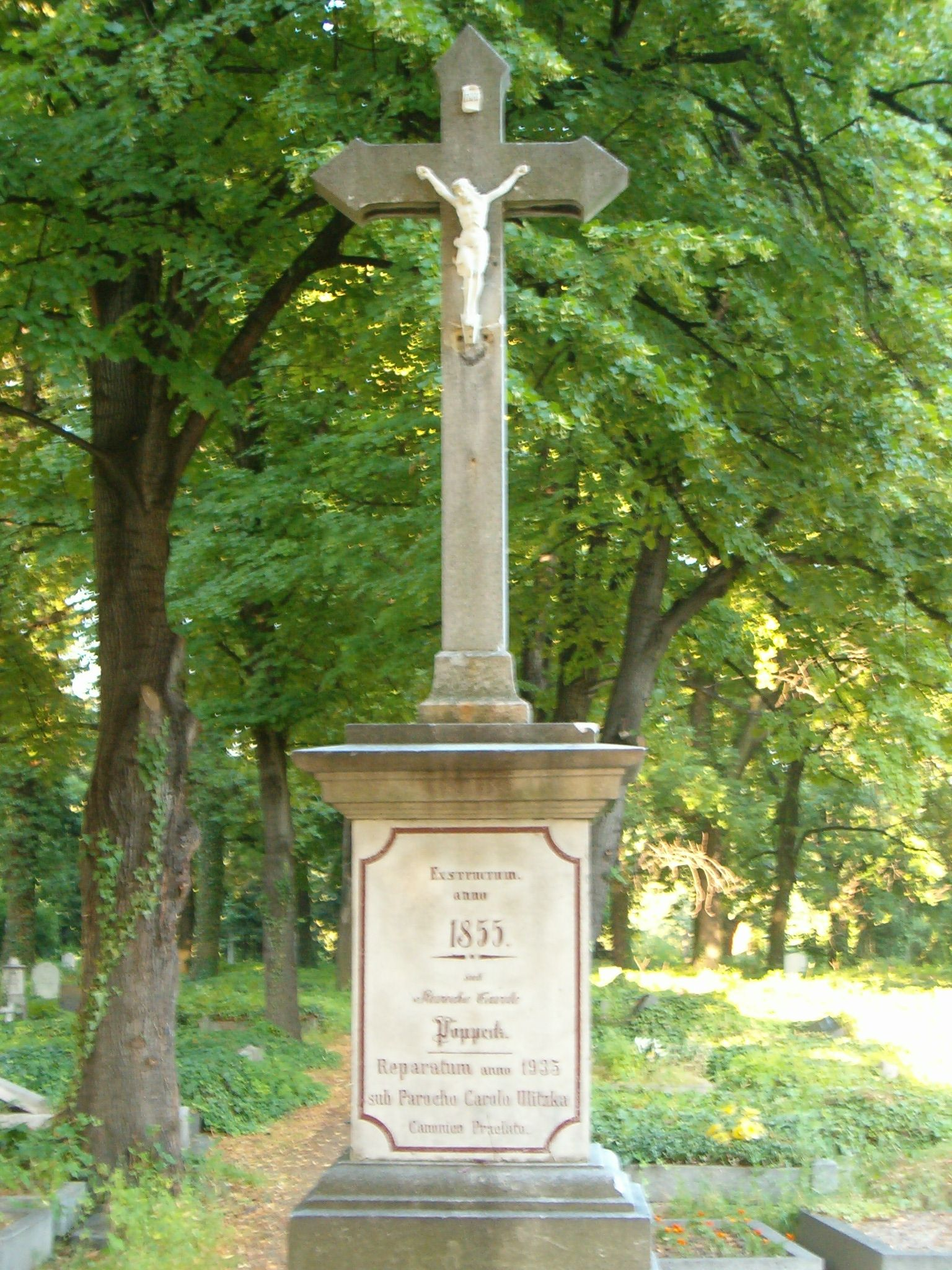
Krzyż z 1855 roku
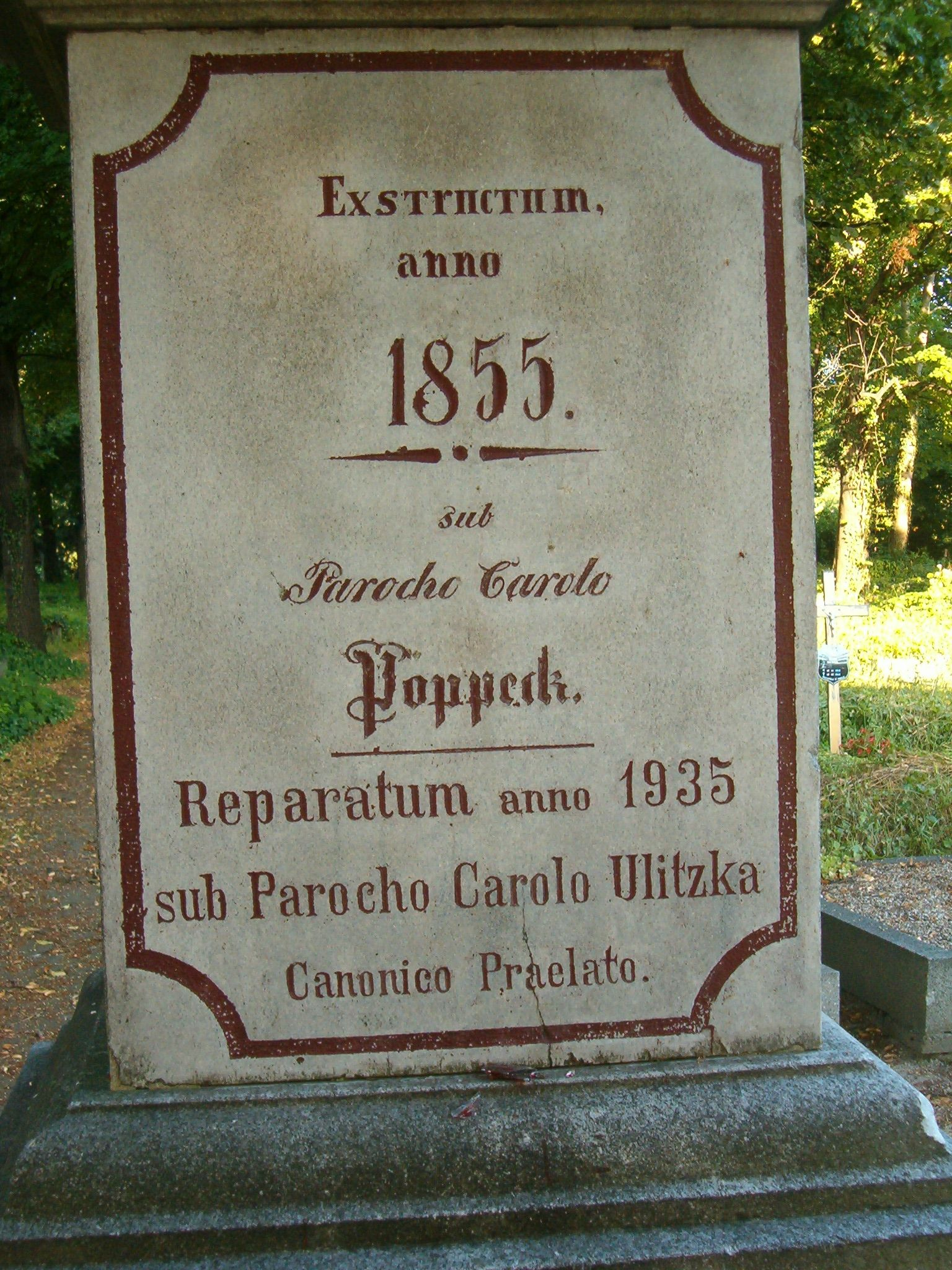
Tablica umieszczona na krzyżu
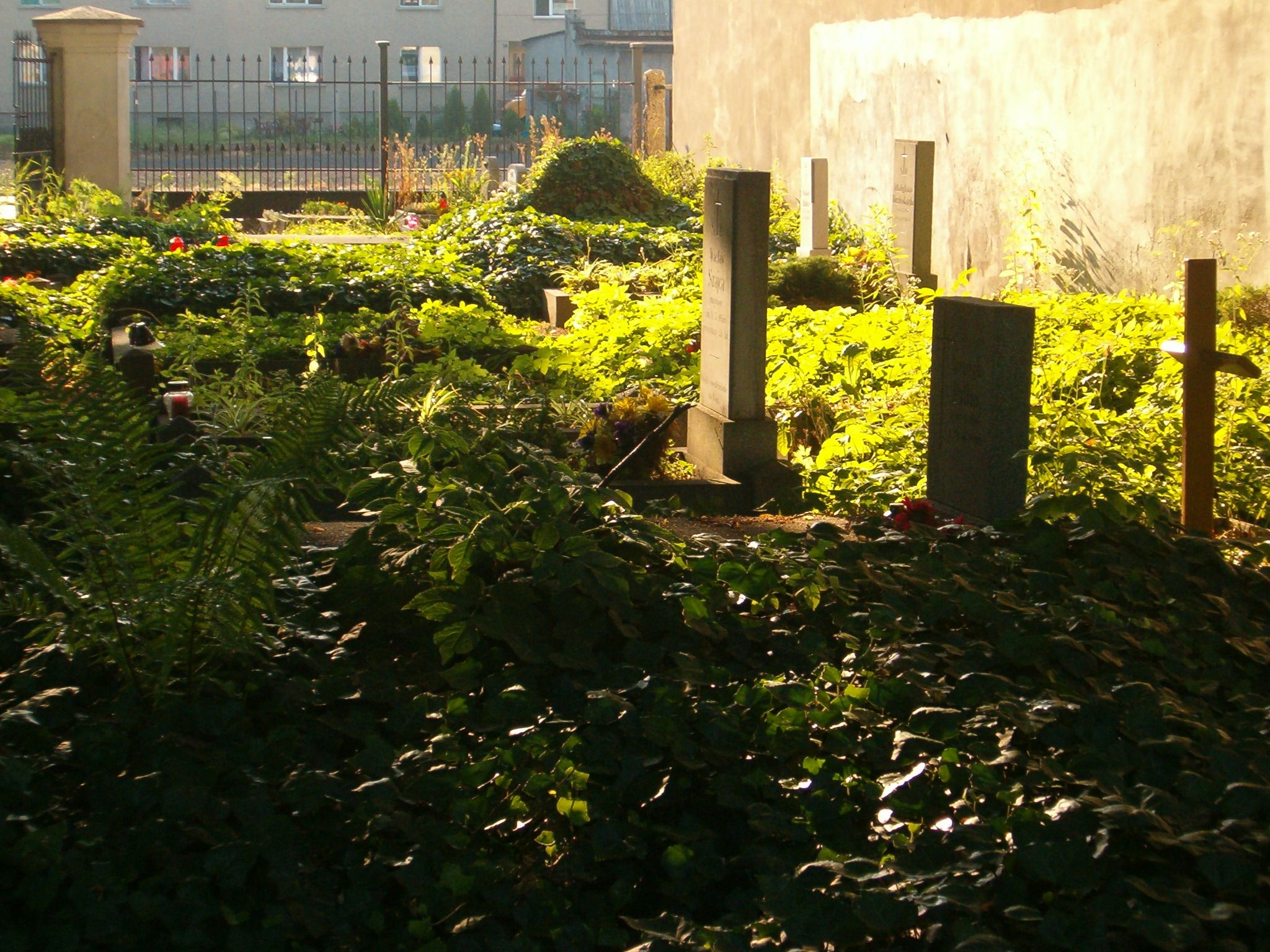
Nienaruszone nagrobki
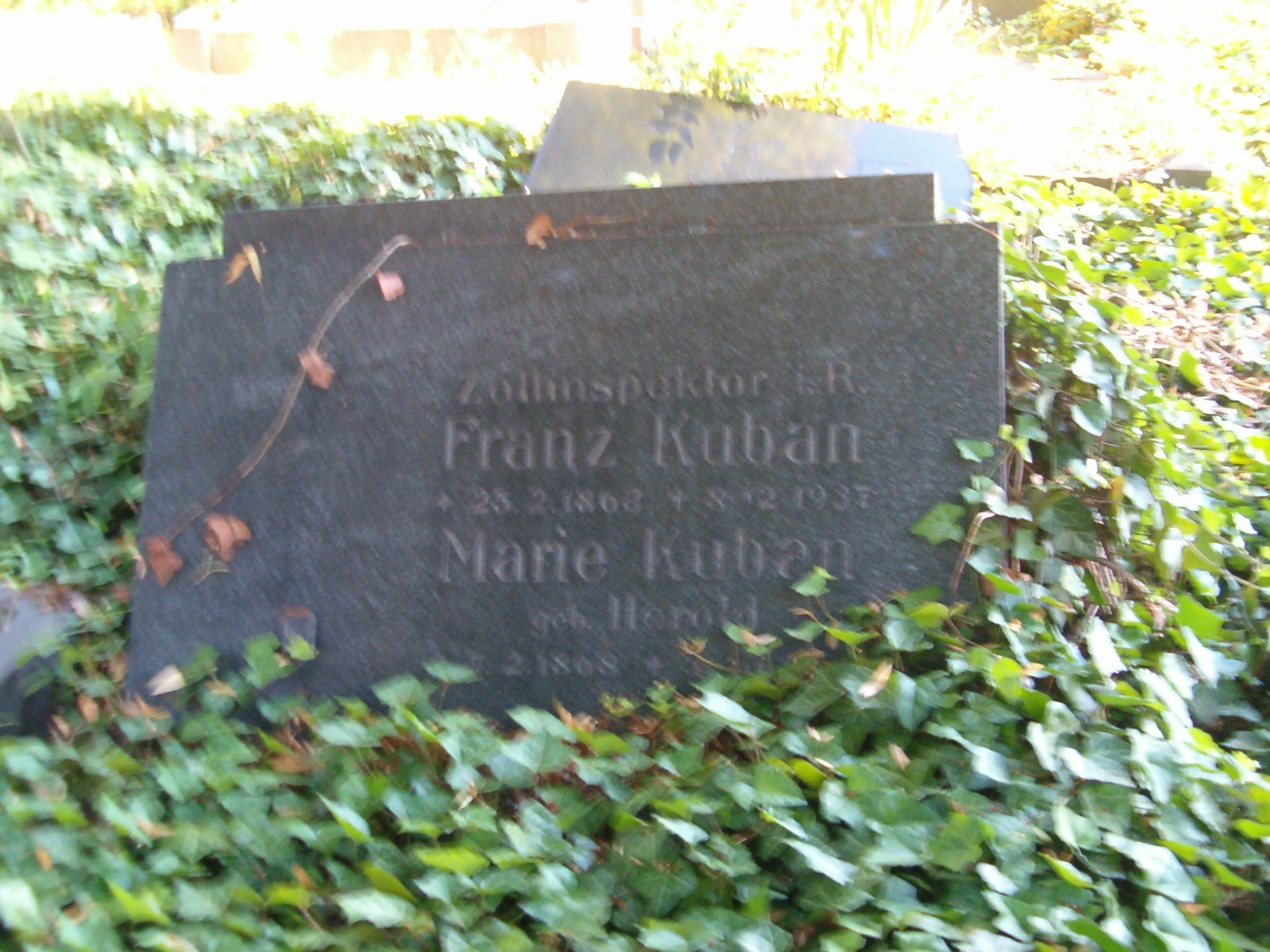
Nagrobek z 1937 roku
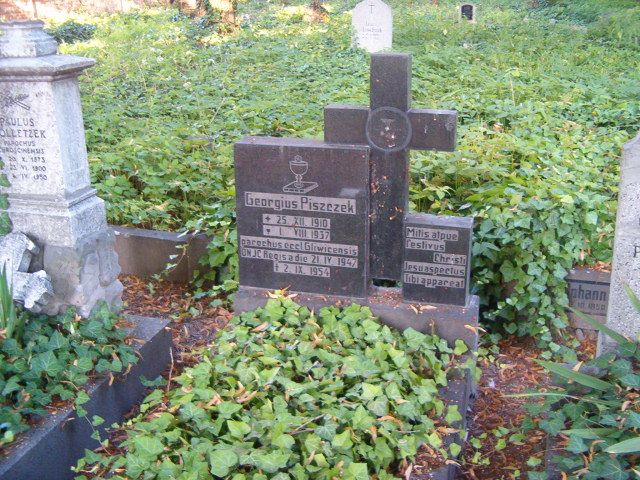
Nagrobek osoby duchownej z 1957 roku
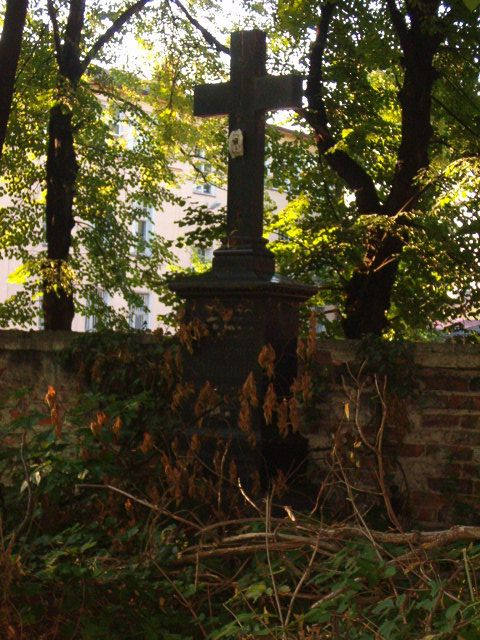
Zarośniety krzyż
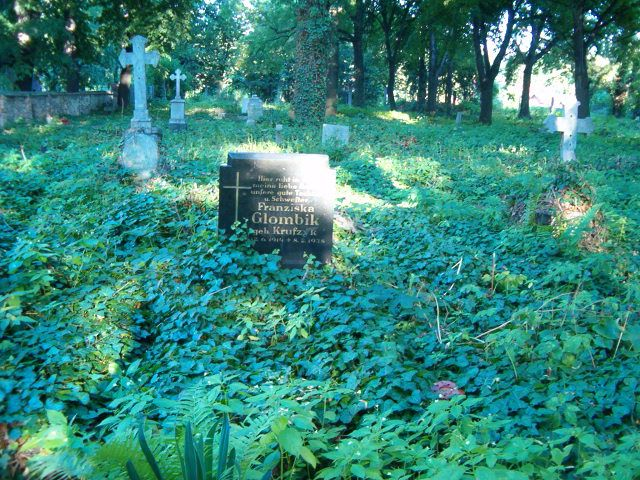
Zarośnięte bluszczem groby
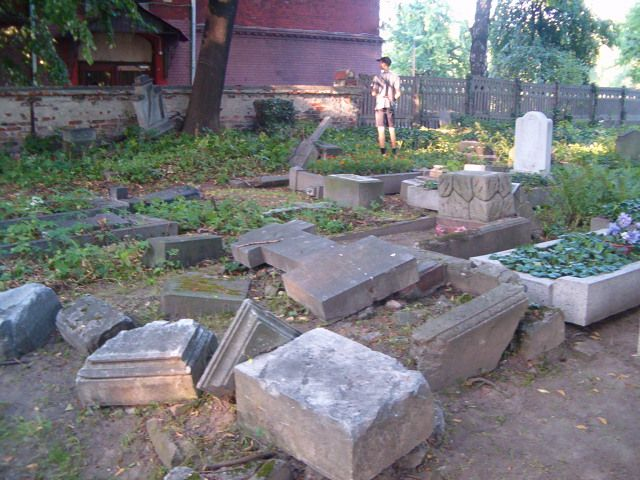
Zniszczone nagrobki
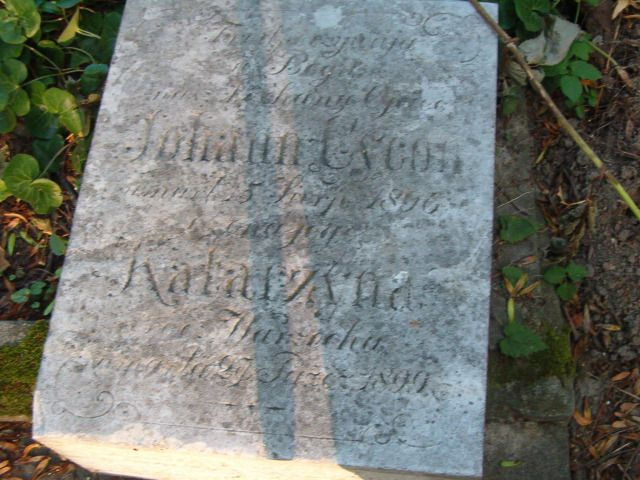
Nagrobek z 1896 roku
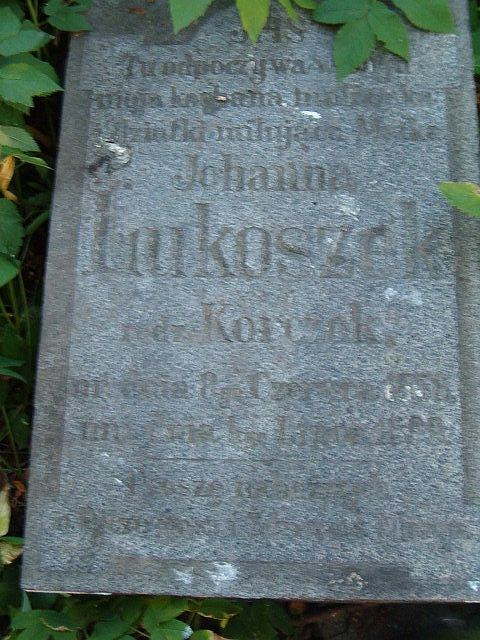
Nagrobek z końca XIX wieku